# آپوآرما
آپوآرما (به پرتغالی: Apuarema) یک منطقهٔ مسکونی در برزیل است که در باهیا واقع شده‌است. آپوآرما ۷٬۳۰۲ نفر جمعیت دارد و ۲۷۸ متر بالاتر از سطح دریا واقع شده‌است.